# Гелавери
Гелавери (груз. გელავერი) — село в Грузии, на территории Хонийского муниципалитета края (мхаре) Имеретия.

## География
Село находится в западной части Грузии, на левом берегу реки Цхенисцкали, на расстоянии приблизительно 15 километров (по прямой) к северо-востоку от города Хони, административного центра муниципалитета. Абсолютная высота — 325 метров над уровнем моря.

## Население
По результатам официальной переписи населения 2014 года, в Гелавери проживало 99 человек (50 мужчин и 49 женщин). В национальной структуре населения грузины составляли 100 %.
| Год  | Население, человек |
| ---- | ------------------ |
| 2002 | 175                |
| 2014 | ↘ 99               |